# Nintendo Direct
Nintendo Direct (ニンテンドーダイレクト, Nintendō dairekuto) est une présentation en ligne diffusée par Nintendo contenant diverses informations sur les licences de Nintendo ainsi que sur celles de ses franchises et de ses partenaires, permettant notamment de présenter les jeux et les consoles. La première présentation a eu lieu le 21 octobre 2011 au Japon et en Amérique du Nord, avant d'être diffusée plus tard en Europe, en Australie et en Corée du Sud.
À ses débuts, les présentations étaient traditionnellement faites dans des formats internationaux et régionaux, avec des présentateurs variant selon la région et la langue de diffusion. Au Japon, Satoru Iwata, PDG de Nintendo, assurait généralement la présentation jusqu'à son décès en 2015 où il est remplacé par Yoshiaki Koizumi. Reggie Fils-Aimé, directeur de Nintendo of America, et Bill Trinen assuraient la présentation en Amérique du Nord tandis que Satoru Shibata, directeur de Nintendo Europe, fût à la présentation en Europe et occasionnellement en Australie, ce pays ayant diffusé son propre Nintendo Direct a une seule occasion, le 24 septembre 2014, présenté par Tom Enoki. Le dernier pays à avoir eu sa propre présentation est la Corée du Sud dont l'animation était dispensée par Hiroyuki Fukuda, directeur de Nintendo of Korea.
De nos jours, les Nintendo Directs sont fréquemment enregistrés et adaptés pour une diffusion simultanée dans plusieurs régions du monde. La présentation de ces Directs était alors assurée par Satoru Iwata jusqu'à son décès en 2015. Les Nintendo Directs internationaux ont fait leur retour en 2017 avec Yoshiaki Koizumi, responsable chez Nintendo EPD, à la présentation. Depuis le Nintendo Direct du 14 septembre 2018, il alterne la présentation avec Shinya Takahashi, directeur général de Nintendo EPD.
Alors que Satoru Iwata narrait les présentations en japonais et en anglais pour l'international, Koizumi et Takahashi se contentent uniquement du japonais, l'anglais étant dispensé par une voix off. Le japonais est alors traduit dans la version nord-américaine, tandis qu'il est sous-titré pour les versions européenne, australienne et sud-coréenne.
En plus des Nintendo Directs généraux qui couvrent une grande panoplie de titres, il existe d'autres versions, dont certaines sont centrées sur des jeux ou séries en particulier. Ils sont généralement présentés par le producteur ou le directeur du jeu ou de la série.

## Liste des différentes diffusions

### En 2011
| Type de présentation | Contenu                       | Date             | Durée     | Région | Région           | Région | Région    | Région       | Références |
| Type de présentation | Contenu                       | Date             | Durée     | Japon  | Amérique du Nord | Europe | Australie | Corée du Sud | Références |
| -------------------- | ----------------------------- | ---------------- | --------- | ------ | ---------------- | ------ | --------- | ------------ | ---------- |
| Nintendo Direct      | Jeux pour Nintendo 3DS et Wii | 21 octobre 2011  | 37 min 20 | oui    | oui              | Non    | Non       | Non          | ,          |
| Nintendo Direct      | Jeux pour Nintendo 3DS et Wii | 27 décembre 2011 | 42 min 38 | oui    | Non              | Non    | Non       | Non          | [ 3 ]      |

### En 2012
| Type de présentation        | Contenu                                                                              | Date              | Durée     | Région | Région           | Région | Région    | Région       | Références |
| Type de présentation        | Contenu                                                                              | Date              | Durée     | Japon  | Amérique du Nord | Europe | Australie | Corée du Sud | Références |
| --------------------------- | ------------------------------------------------------------------------------------ | ----------------- | --------- | ------ | ---------------- | ------ | --------- | ------------ | ---------- |
| Nintendo Direct             | Jeux pour Nintendo 3DS et Wii                                                        | 22 février 2012   | 43 min 27 | oui    | oui              | oui    | oui       | Non          | ,          |
| Nintendo Direct             | Jeux pour Nintendo 3DS Super Mario 3D Land                                           | 14 avril 2012     |           | Non    | Non              | Non    | Non       | oui          | [ 7 ]      |
| Nintendo Direct             | Jeux pour Nintendo 3DS et Wii                                                        | 21 avril 2012     | 32 min 56 | oui    | Non              | oui    | oui       | Non          | ,          |
| Nintendo Direct Pré E3 2012 | Logiciel intégré de la Wii U                                                         | 3 juin 2012       | 30 min 26 | oui    | oui              | oui    | oui       | Non          | [ 11 ]     |
| Nintendo Direct             | Annonce de la Nintendo 3DS XL Jeux pour Nintendo 3DS et Wii                          | 22 juin 2012      | 32 min 31 | oui    | oui              | oui    | oui       | Non          | ,          |
| Nintendo Direct Mini        | L'Infernal Programme d'entraînement cérébral                                         | 18 juillet 2012   |           | oui    | Non              | Non    | Non       | Non          | ,          |
| Nintendo Direct             | Dragon Quest X                                                                       | 30 juillet 2012   | 34 min 52 | oui    | Non              | Non    | Non       | Non          | ,          |
| Nintendo Direct             | Jeux pour Nintendo 3DS et Wii                                                        | 29 août 2012      | 46 min 27 | oui    | Non              | Non    | Non       | Non          | ,          |
| Nintendo Direct Mini        | L'Infernal Programme d'entraînement cérébral                                         | 7 septembre 2012  |           | oui    | Non              | Non    | Non       | Non          | ,          |
| Wii U Direct                | Jeux pour Wii U                                                                      | 13 septembre 2012 | 40 min 50 | oui    | oui              | oui    | oui       | Non          | ,          |
| Nintendo Direct Mini        | New Super Mario Bros. 2                                                              | 28 septembre 2012 |           | oui    | Non              | Non    | Non       | Non          | [ 26 ]     |
| Nintendo Direct Mini        | New Super Mario Bros. 2                                                              | 2 octobre 2012    | 4 min 12  | Non    | oui              | oui    | oui       | Non          | ,          |
| Nintendo Direct Mini        | Nintendo 3DS XL Nintendo eShop                                                       | 3 octobre 2012    | 6 min 45  | oui    | Non              | Non    | Non       | Non          | ,          |
| Nintendo Direct             | Jeux pour Nintendo 3DS                                                               | 4 octobre 2012    | 29 min 04 | Non    | Non              | oui    | oui       | Non          | [ 31 ]     |
| Nintendo Direct             | Animal Crossing: New Leaf                                                            | 5 octobre 2012    | 47 min 07 | oui    | Non              | Non    | Non       | Non          | [ 32 ]     |
| Nintendo Direct             | Jeux pour Nintendo 3DS                                                               | 25 octobre 2012   | 30 min 10 | oui    | oui              | Non    | Non       | Non          | [ 33 ]     |
| Nintendo Direct             | Jeux pour Nintendo 3DS                                                               | 31 octobre 2012   |           | Non    | Non              | Non    | Non       | oui          | [ 34 ]     |
| Wii U Direct                | Applications système de la Wii U New Super Mario Bros. U Nintendo Land Wii Karaoke U | 7 novembre 2012   | 5 min 34  | oui    | oui              | oui    | oui       | Non          | ,          |
| Wii U Direct                | Interface de la Wii U Miiverse                                                       | 14 novembre 2012  | 14 min 22 | oui    | oui              | Non    | Non       | Non          | ,          |
| Nintendo Direct Mini        | New Super Mario Bros. 2                                                              | 27 novembre 2012  | 3 min 40  | oui    | oui              | oui    | oui       | Non          | ,          |
| Nintendo Direct             | Jeux pour Nintendo 3DS et Wii U                                                      | 5 décembre 2012   | 44 min 27 | oui    | oui              | oui    | oui       | Non          | ,          |
| Wii U Direct                | Application Niconico pour Wii U                                                      | 6 décembre 2012   | 5 min 35  | oui    | Non              | Non    | Non       | Non          | [ 45 ]     |
| Nintendo Direct Mini        | Dragon Quest X                                                                       | 19 décembre 2012  |           | oui    | Non              | Non    | Non       | Non          | [ 46 ]     |

### En 2013
| Type de présentation      | Contenu                                                        | Date              | Durée     | Région | Région           | Région | Région    | Région       | Références |
| Type de présentation      | Contenu                                                        | Date              | Durée     | Japon  | Amérique du Nord | Europe | Australie | Corée du Sud | Références |
| ------------------------- | -------------------------------------------------------------- | ----------------- | --------- | ------ | ---------------- | ------ | --------- | ------------ | ---------- |
| Pokémon                   | Pokémon X et Y                                                 | 8 janvier 2013    | 11 min 08 | oui    | oui              | oui    | oui       | Non          | ,          |
| Wii U Direct              | Jeux pour Wii U Miiverse Console virtuelle                     | 23 janvier 2013   | 35 min 22 | oui    | oui              | oui    | oui       | Non          | ,          |
| Nintendo Direct           | Animal Crossing: New Leaf                                      | 24 janvier 2013   |           | Non    | Non              | Non    | Non       | oui          | [ 53 ]     |
| Nintendo Direct           | Animal Crossing: New Leaf                                      | 1er février 2013  | 38 min 08 | oui    | Non              | Non    | Non       | Non          | [ 54 ]     |
| Nintendo 3DS Direct       | Année de Luigi Jeux pour Nintendo 3DS                          | 14 février 2013   | 39 min 25 | oui    | oui              | oui    | oui       | Non          | ,          |
| Nintendo 3DS Direct       | Jeux pour Nintendo 3DS                                         | 21 février 2013   | 32 min 45 | oui    | Non              | Non    | Non       | Non          | [ 58 ]     |
| Nintendo Direct Mini      | Tomodachi Life                                                 | 12 mars 2013      | 2 min 27  | oui    | Non              | Non    | Non       | Non          | [ 59 ]     |
| Nintendo Direct Mini      | Flipnote Studio 3D                                             | 13 mars 2013      | 6 min 40  | oui    | oui              | oui    | oui       | Non          | ,          |
| Nintendo Direct Mini      | Nintendo eShop pour 3DS                                        | 1er avril 2013    |           | oui    | Non              | Non    | Non       | Non          | [ 63 ]     |
| Nintendo Direct           | Tomodachi Life                                                 | 3 avril 2013      | 24 min 40 | oui    | Non              | Non    | Non       | Non          | [ 64 ]     |
| Nintendo Direct           | Année de Luigi Jeux pour Nintendo 3DS                          | 17 avril 2013     | 41 min 38 | oui    | oui              | oui    | oui       | Non          | ,          |
| Nintendo Direct           | Jeux pour Wii U et Nintendo 3DS                                | 17 mai 2013       | 19 min 57 | oui    | oui              | oui    | oui       | Non          | ,          |
| Sega Direct               | Jeux développés par Sega                                       | 17 mai 2013       | 19 min 35 | oui    | Non              | Non    | Non       | Non          | [ 68 ]     |
| Nintendo Direct           | Monster Hunter 4 Phoenix Wright: Ace Attorney - Dual Destinies | 27 mai 2013       |           | oui    | Non              | Non    | Non       | Non          | [ 71 ]     |
| Nintendo Direct @ E3 2013 | Jeux pour Wii U et Nintendo 3DS Conférence des développeurs    | 11 juin 2013      | 38 min 36 | oui    | oui              | oui    | oui       | oui          | ,          |
| Nintendo Direct           | Pikmin 3                                                       | 26 juin 2013      | 20 min 53 | oui    | Non              | Non    | Non       | Non          | [ 76 ]     |
| Nintendo Direct Mini      | Nintendo eShop pour 3DS Nintendo eShop pour Wii U              | 3 juillet 2013    |           | oui    | Non              | Non    | Non       | Non          | [ 77 ]     |
| Nintendo Direct Mini      | Jeux pour Nintendo 3DS et Wii U                                | 18 juillet 2013   | 17 min 32 | Non    | oui              | oui    | oui       | Non          | [ 78 ]     |
| Nintendo Direct           | Jeux pour Nintendo 3DS et Wii U                                | 7 août 2013       | 28 min 33 | oui    | oui              | oui    | oui       | Non          | ,          |
| Nintendo Direct           | The Wonderful 101                                              | 9 août 2013       | 20 min 42 | oui    | oui              | oui    | oui       | Non          | ,          |
| Pokémon Direct            | Pokémon X et Y                                                 | 4 septembre 2013  | 19 min 30 | oui    | oui              | oui    | oui       | Non          | ,          |
| Nintendo Direct           | Monster Hunter 4                                               | 8 septembre 2013  | 28 min 53 | oui    | Non              | Non    | Non       | Non          | [ 88 ]     |
| Nintendo Direct           | Wii Fit U                                                      | 18 septembre 2013 | 21 min 07 | oui    | oui              | oui    | oui       | Non          | ,          |
| Nintendo Direct           | Jeux pour Nintendo 3DS et Wii U                                | 1er octobre 2013  | 29 min 32 | oui    | oui              | oui    | oui       | Non          | ,          |
| Nintendo Direct           | Pokémon X et Y Monster Hunter 4                                | 10 octobre 2013   | 8 min 32  | Non    | Non              | Non    | Non       | oui          | [ 95 ]     |
| Nintendo Direct Mini      | Daigassō! Band Brothers                                        | 29 octobre 2013   |           | oui    | Non              | Non    | Non       | Non          | [ 96 ]     |
| Nintendo Direct           | Monster Hunter 4                                               | 12 novembre 2013  |           | Non    | Non              | Non    | Non       | oui          | [ 97 ]     |
| Nintendo Direct           | Jeux pour Nintendo 3DS et Wii U                                | 13 novembre 2013  | 35 min    | Non    | oui              | oui    | oui       | Non          | ,          |
| Nintendo Direct Mini      | Nintendo eShop pour 3DS Nintendo eShop pour Wii U              | 14 novembre 2013  |           | oui    | Non              | Non    | Non       | Non          | [ 100 ]    |
| Nintendo Direct           | Nintendo 3DS Guide: Louvre District                            | 27 novembre 2013  | 12 min 30 | oui    | oui              | oui    | oui       | Non          | ,          |
| Nintendo Direct           | Jeux pour Nintendo 3DS et Wii U                                | 18 décembre 2013  | 33 min 23 | oui    | oui              | oui    | oui       | Non          | ,          |

### En 2014
| Type de présentation             | Contenu                                        | Date              | Durée     | Région | Région           | Région | Région    | Région       | Références |
| Type de présentation             | Contenu                                        | Date              | Durée     | Japon  | Amérique du Nord | Europe | Australie | Corée du Sud | Références |
| -------------------------------- | ---------------------------------------------- | ----------------- | --------- | ------ | ---------------- | ------ | --------- | ------------ | ---------- |
| Nintendo Direct                  | Jeux pour Nintendo 3DS                         | 17 janvier 2014   |           | Non    | Non              | Non    | Non       | oui          | [ 107 ]    |
| Nintendo Direct                  | Jeux pour Nintendo 3DS et Wii U                | 13 février 2014   | 41 min 18 | oui    | oui              | oui    | oui       | Non          | ,          |
| Super Smash Bros. Direct         | Super Smash Bros. for Nintendo 3DS / for Wii U | 9 avril 2014      | 39 min 05 | oui    | oui              | oui    | oui       | Non          | ,          |
| Nintendo Direct                  | Tomodachi Life                                 | 10 avril 2014     | 10 min 48 | Non    | oui              | oui    | oui       | Non          | ,          |
| Nintendo Direct                  | Mario Kart 8                                   | 30 avril 2014     | 36 min 12 | oui    | oui              | oui    | oui       | Non          | ,          |
| Nintendo Direct                  | Tomodachi Life                                 | 29 mai 2014       |           | Non    | Non              | Non    | Non       | oui          | [ 118 ]    |
| Nintendo Digital Event @ E3 2014 | Jeux pour Nintendo 3DS et Wii U                | 10 juin 2014      | 46 min 36 | oui    | oui              | oui    | oui       | oui          | [ 119 ]    |
| Nintendo Direct                  | Yo-kai Watch 2                                 | 4 juillet 2014    | 26 min 01 | oui    | Non              | Non    | Non       | Non          | [ 120 ]    |
| Nintendo 3DS Direct              | Jeux pour Nintendo 3DS                         | 11 juillet 2014   | 22 min 23 | oui    | Non              | Non    | Non       | Non          | [ 121 ]    |
| Nintendo Direct                  | Hyrule Warriors                                | 5 août 2014       | 26 min 22 | oui    | oui              | oui    | oui       | Non          | ,          |
| Nintendo 3DS Direct              | Jeux pour Nintendo 3DS                         | 29 août 2014      | 32 min 24 | oui    | Non              | Non    | Non       | Non          | [ 125 ]    |
| Nintendo Direct                  | Bayonetta 2                                    | 5 septembre 2014  | 29 min 15 | oui    | oui              | oui    | oui       | Non          | ,          |
| Nintendo 3DS Direct              | Jeux pour Nintendo 3DS                         | 24 septembre 2014 | 14 min 30 | Non    | Non              | Non    | oui       | Non          | [ 129 ]    |
| Nintendo Direct                  | Monster Hunter 4                               | 8 octobre 2014    |           | oui    | Non              | Non    | Non       | Non          | [ 130 ]    |
| Super Smash Bros. Direct         | Super Smash Bros. for Wii U                    | 24 octobre 2014   | 35 min 25 | oui    | oui              | oui    | oui       | Non          | ,          |
| Nintendo Direct                  | Jeux pour Nintendo 3DS et Wii U                | 5 novembre 2014   | 36 min 37 | oui    | oui              | oui    | oui       | Non          | ,          |

### En 2015
| Type de présentation             | Contenu                                                        | Date             | Durée     | Région | Région           | Région | Région    | Région       | Références |
| Type de présentation             | Contenu                                                        | Date             | Durée     | Japon  | Amérique du Nord | Europe | Australie | Corée du Sud | Références |
| -------------------------------- | -------------------------------------------------------------- | ---------------- | --------- | ------ | ---------------- | ------ | --------- | ------------ | ---------- |
| Nintendo Direct                  | Annonce de la New Nintendo 3DS Jeux pour Nintendo 3DS et Wii U | 14 janvier 2015  | 40 min 40 | oui    | oui              | oui    | oui       | Non          | ,          |
| Nintendo Direct                  | Xenoblade Chronicles X                                         | 6 février 2015   |           | oui    | Non              | Non    | Non       | Non          | [ 143 ]    |
| Nintendo Direct                  | Annonce de la New Nintendo 3DS Jeux pour Nintendo 3DS          | 19 mars 2015     | 38 min 22 | Non    | Non              | Non    | Non       | oui          | [ 144 ]    |
| Nintendo Direct                  | Jeux pour Nintendo 3DS et Wii U                                | 2 avril 2015     | 47 min 06 | oui    | oui              | oui    | oui       | Non          | [ 145 ]    |
| Nintendo Direct                  | Xenoblade Chronicles X                                         | 24 avril 2015    | 8 min 28  | Non    | oui              | Non    | Non       | Non          | [ 146 ]    |
| Nintendo Direct                  | Splatoon                                                       | 7 mai 2015       | 32 min 18 | oui    | oui              | oui    | oui       | Non          | ,          |
| Nintendo Direct                  | Jeux pour Nintendo 3DS et Wii U                                | 31 mai 2015      | 36 min 15 | oui    | Non              | Non    | Non       | Non          | [ 150 ]    |
| Nintendo Direct Micro            | Jeux pour Nintendo 3DS                                         | 1er juin 2015    | 17 min 11 | Non    | oui              | Non    | Non       | Non          | [ 151 ]    |
| Super Smash Bros. Direct         | Super Smash Bros. for Nintendo 3DS DLC pour l'édition Wii U    | 14 juin 2015     | 18 min 21 | oui    | oui              | oui    | oui       | oui          | [ 152 ]    |
| Nintendo Digital Event @ E3 2015 | Jeux pour Nintendo 3DS et Wii U                                | 16 juin 2015     | 48 min 25 | oui    | oui              | oui    | oui       | oui          | [ 153 ]    |
| Nintendo Direct                  | Jeux pour Nintendo 3DS et Wii U                                | 12 novembre 2015 | 45 min 18 | oui    | oui              | oui    | oui       | Non          | [ 154 ]    |
| Super Smash Bros. Direct         | Super Smash Bros. for Nintendo 3DS DLC pour l'édition Wii U    | 15 décembre 2015 | 33 min 21 | oui    | oui              | oui    | oui       | oui          | ,          |

### En 2016
| Type de présentation | Contenu                                            | Date               | Durée     | Région | Région           | Région | Région    | Région       | Références |
| Type de présentation | Contenu                                            | Date               | Durée     | Japon  | Amérique du Nord | Europe | Australie | Corée du Sud | Références |
| -------------------- | -------------------------------------------------- | ------------------ | --------- | ------ | ---------------- | ------ | --------- | ------------ | ---------- |
| Pokémon Direct       | Pokémon Soleil et Lune 20e anniversaire de Pokémon | 26 février 2016    | 6 min 30  | oui    | oui              | oui    | oui       | oui          | ,          |
| Nintendo Direct      | Jeux pour Nintendo 3DS et Wii U                    | 3 mars 2016        | 42 min 04 | oui    | oui              | oui    | oui       | Non          | ,          |
| Nintendo Direct      | Culdcept Revolt                                    | 11 mai 2016        | 24 min 02 | oui    | Non              | Non    | Non       | Non          | [ 168 ]    |
| Nintendo Direct      | Culdcept Revolt                                    | 22 juin 2016       | 28 min 11 | oui    | Non              | Non    | Non       | Non          | [ 169 ]    |
| Nintendo 3DS Direct  | Jeux pour Nintendo 3DS                             | 1er septembre 2016 | 34 min 23 | oui    | oui              | oui    | oui       | Non          | ,          |
| Nintendo Direct      | Monster Hunter Generations                         | 27 octobre 2016    | 11 min 38 | oui    | Non              | Non    | Non       | Non          | [ 174 ]    |
| Nintendo Direct      | Animal Crossing                                    | 2 novembre 2016    | 17 min 42 | oui    | oui              | oui    | oui       | Non          | [ 175 ]    |
| Nintendo Direct      | Miitopia                                           | 5 novembre 2016    | 16 min 34 | oui    | Non              | Non    | Non       | Non          | [ 176 ]    |

### En 2017
| Type de présentation               | Contenu                                                                                          | Date              | Durée         | Région | Région           | Région | Région    | Région       | Références |
| Type de présentation               | Contenu                                                                                          | Date              | Durée         | Japon  | Amérique du Nord | Europe | Australie | Corée du Sud | Références |
| ---------------------------------- | ------------------------------------------------------------------------------------------------ | ----------------- | ------------- | ------ | ---------------- | ------ | --------- | ------------ | ---------- |
| Nintendo Switch Presentation       | Annonce de la Nintendo Switch                                                                    | 12 janvier 2017   | 1 h 41 min 06 | oui    | oui              | oui    | oui       | Non          | ,          |
| Fire Emblem Direct                 | Jeux Fire Emblem                                                                                 | 18 janvier 2017   | 18 min 59     | oui    | oui              | oui    | oui       | Non          | ,          |
| Vidéo du producteur de Fire Emblem | Jeux Fire Emblem                                                                                 | 13 février 2017   |               | Non    | Non              | Non    | Non       | Non          | ,          |
| Nindies Showcase                   | Jeux indépendants pour Nintendo Switch                                                           | 28 février 2017   | 17 min 59     | Non    | oui              | oui    | Non       | Non          | ,          |
| Nintendo Direct                    | Jeux pour Nintendo 3DS et Nintendo Switch Arms Splatoon 2                                        | 13 avril 2017     | 35 min 14     | oui    | oui              | oui    | oui       | Non          | [ 189 ]    |
| Nintendo Direct                    | Arms Splatoon 2                                                                                  | 18 mai 2017       | 23 min 18     | oui    | oui              | oui    | oui       | Non          | ,          |
| Pokémon Direct                     | Pokkén Tournament DX Pokémon Ultra-Soleil et Ultra-Lune Pokémon Or et Argent (console virtuelle) | 6 juin 2017       | 8 min 01      | oui    | oui              | oui    | oui       | Non          | ,          |
| Nintendo Spotlight: E3 2017        | Jeux pour Nintendo Switch                                                                        | 13 juin 2017      | 24 min 58     | oui    | oui              | oui    | oui       | Non          | [ 198 ]    |
| Nintendo Direct                    | Dragon Quest XI                                                                                  | 21 juin 2017      | 14 min 09     | oui    | Non              | Non    | Non       | Non          | [ 199 ]    |
| Nintendo Direct                    | Splatoon 2                                                                                       | 6 juillet 2017    | 26 min 33     | oui    | oui              | oui    | oui       | Non          | [ 200 ]    |
| Fire Emblem Heroes Channel         | Fire Emblem Heroes                                                                               | 27 juillet 2017   | 17 min 09     | oui    | oui              | Non    | Non       | Non          | [ 201 ]    |
| Nindies Showcase                   | Jeux indépendants pour Nintendo Switch                                                           | 30 août 2017      | 22 min 02     | Non    | oui              | Non    | Non       | Non          | [ 202 ]    |
| Fire Emblem Heroes Channel         | Fire Emblem Heroes                                                                               | 13 septembre 2017 | 6 min 38      | oui    | oui              | Non    | Non       | Non          | [ 203 ]    |
| Nintendo Direct                    | Jeux pour Nintendo 3DS et Nintendo Switch                                                        | 14 septembre 2017 | 46 min 48     | oui    | oui              | oui    | oui       | Non          | [ 204 ]    |
| Nintendo Direct                    | Animal Crossing: Pocket Camp                                                                     | 25 octobre 2017   | 13 min 41     | oui    | oui              | oui    | oui       | Non          | [ 205 ]    |
| Nintendo Direct                    | Xenoblade Chronicles 2                                                                           | 7 novembre 2017   | 16 min 28     | oui    | oui              | oui    | oui       | Non          | [ 206 ]    |
| Fire Emblem Heroes Channel         | Fire Emblem Heroes                                                                               | 14 novembre 2017  | 17 min 42     | oui    | oui              | Non    | Non       | Non          | [ 207 ]    |

### En 2018
| Type de présentation       | Contenu                                                     | Date              | Durée     | Région | Région           | Région | Région    | Région       | Références |
| Type de présentation       | Contenu                                                     | Date              | Durée     | Japon  | Amérique du Nord | Europe | Australie | Corée du Sud | Références |
| -------------------------- | ----------------------------------------------------------- | ----------------- | --------- | ------ | ---------------- | ------ | --------- | ------------ | ---------- |
| Nintendo Direct Mini       | Jeux pour Nintendo Switch                                   | 11 janvier 2018   | 14 min 14 | oui    | oui              | oui    | oui       | Non          | ,          |
| Fire Emblem Heroes Channel | Fire Emblem Heroes                                          | 30 janvier 2018   | 12 min 51 | oui    | oui              | Non    | Non       | Non          | [ 210 ]    |
| Nintendo Direct            | Jeux pour Nintendo 3DS et Nintendo Switch Mario Tennis Aces | 8 mars 2018       | 34 min 16 | oui    | oui              | oui    | oui       | Non          | [ 211 ]    |
| Nindies Showcase           | Jeux indépendants pour Nintendo Switch                      | 20 mars 2018      | 11 min 41 | Non    | oui              | oui    | Non       | Non          | [ 212 ]    |
| Fire Emblem Heroes Channel | Fire Emblem Heroes                                          | 9 avril 2018      | 16 min 57 | oui    | oui              | Non    | Non       | Non          | [ 213 ]    |
| Indie World                | Jeux indépendants pour Nintendo Switch                      | 11 mai 2018       | 22 min 03 | oui    | Non              | Non    | Non       | Non          | [ 214 ]    |
| Nintendo Direct: E3 2018   | Jeux pour Nintendo Switch Super Smash Bros. Ultimate        | 12 juin 2018      | 42 min 44 | oui    | oui              | oui    | oui       | oui          | ,          |
| Fire Emblem Heroes Channel | Fire Emblem Heroes                                          | 19 juillet 2018   | 17 min 53 | oui    | oui              | Non    | Non       | Non          |            |
| Super Smash Bros. Direct   | Super Smash Bros. Ultimate                                  | 8 août 2018       | 27 min 01 | oui    | oui              | oui    | oui       | oui          | ,          |
| Fire Emblem Heroes Channel | Fire Emblem Heroes                                          | 20 août 2018      | 8 min 09  | oui    | oui              | Non    | Non       | Non          | [ 219 ]    |
| Indie Highlights           | Jeux indépendants pour Nintendo Switch                      | 20 août 2018      | 22 min 39 | Non    | Non              | oui    | Non       | Non          | [ 220 ]    |
| Nindies Showcase           | Jeux indépendants pour Nintendo Switch                      | 28 août 2018      | 15 min 54 | Non    | oui              | Non    | Non       | Non          | [ 221 ]    |
| Nintendo Direct            | Dragalia Lost                                               | 29 août 2018      | 13 min 34 | oui    | oui              | Non    | Non       | Non          | [ 222 ]    |
| Nintendo Direct            | Jeux pour Nintendo 3DS et Nintendo Switch                   | 14 septembre 2018 | 38 min 12 | oui    | oui              | oui    | oui       | Non          | ,          |
| Super Smash Bros. Direct   | Super Smash Bros. Ultimate                                  | 1er novembre 2018 | 40 min 50 | oui    | oui              | oui    | oui       | oui          | ,          |
| Fire Emblem Heroes Channel | Fire Emblem Heroes                                          | 7 novembre 2018   | 13 min 06 | oui    | oui              | Non    | Non       | Non          | [ 227 ]    |
| Fire Emblem Heroes Channel | Fire Emblem Heroes                                          | 10 décembre 2018  | 10 min 10 | oui    | oui              | Non    | Non       | Non          | [ 228 ]    |
| Indie World                | Jeux indépendants pour Nintendo Switch                      | 27 décembre 2018  | 28 min 26 | oui    | Non              | Non    | Non       | Non          | [ 229 ]    |

### En 2019
| Type de présentation       | Contenu                                                 | Date             | Durée     | Région | Région           | Région | Région    | Région       | Références |
| Type de présentation       | Contenu                                                 | Date             | Durée     | Japon  | Amérique du Nord | Europe | Australie | Corée du Sud | Références |
| -------------------------- | ------------------------------------------------------- | ---------------- | --------- | ------ | ---------------- | ------ | --------- | ------------ | ---------- |
| Indie Highlights           | Jeux indépendants pour Nintendo Switch                  | 23 janvier 2019  | 16 min 40 | Non    | Non              | oui    | Non       | Non          | [ 230 ]    |
| Fire Emblem Heroes Channel | Fire Emblem Heroes                                      | 1er février 2019 | 12 min 46 | oui    | oui              | Non    | Non       | Non          | [ 231 ]    |
| Nintendo Direct            | Jeux pour Nintendo Switch Fire Emblem: Three Houses     | 13 février 2019  | 36 min 43 | oui    | oui              | oui    | oui       | Non          | ,          |
| Pokémon Direct             | Pokémon Épée et Bouclier                                | 27 février 2019  | 7 min     | oui    | oui              | oui    | oui       | oui          | ,          |
| Nindies Showcase           | Jeux indépendants pour Nintendo Switch                  | 20 mars 2019     | 25 min 16 | Non    | oui              | Non    | Non       | Non          | [ 236 ]    |
| Fire Emblem Heroes Channel | Fire Emblem Heroes                                      | 4 avril 2019     | 13 min 39 | oui    | oui              | Non    | Non       | Non          | [ 237 ]    |
| Nintendo Direct            | Super Mario Maker 2                                     | 16 mai 2019      | 17 min 17 | oui    | oui              | oui    | oui       | oui          | ,          |
| Indie World                | Jeux indépendants pour Nintendo Switch                  | 31 mai 2019      | 17 min 16 | oui    | Non              | Non    | Non       | Non          | [ 240 ]    |
| Pokémon Direct             | Pokémon Épée et Bouclier                                | 5 juin 2019      | 16 min 41 | oui    | oui              | oui    | oui       | oui          | ,          |
| Fire Emblem Heroes Channel | Fire Emblem Heroes                                      | 6 juin 2019      | 12 min 48 | oui    | oui              | Non    | Non       | Non          | [ 243 ]    |
| Nintendo Direct: E3 2019   | Jeux pour Nintendo Switch                               | 11 juin 2019     | 42 min 51 | oui    | oui              | oui    | oui       | oui          | ,          |
| Super Smash Bros. Direct   | DLC pour Super Smash Bros. Ultimate                     | 30 juillet 2019  | 21 min 37 | oui    | oui              | oui    | oui       | oui          | ,          |
| Fire Emblem Heroes Channel | Fire Emblem Heroes                                      | 1er août 2019    | 15 min 52 | oui    | oui              | Non    | Non       | Non          | [ 248 ]    |
| Indie World                | Jeux indépendants pour Nintendo Switch                  | 19 août 2019     | 23 min 54 | Non    | oui              | oui    | Non       | Non          | ,          |
| Nintendo Direct            | Jeux pour Nintendo Switch Animal Crossing: New Horizons | 5 septembre 2019 | 38 min 42 | oui    | oui              | oui    | oui       | Non          | ,          |
| Super Smash Bros. Direct   | DLC pour Super Smash Bros. Ultimate                     | 5 septembre 2019 | 25 min 17 | oui    | oui              | oui    | oui       | oui          | [ 253 ]    |
| Fire Emblem Heroes Channel | Fire Emblem Heroes                                      | 3 octobre 2019   | 16 min 21 | oui    | oui              | Non    | Non       | Non          | [ 254 ]    |
| Super Smash Bros. Direct   | DLC pour Super Smash Bros. Ultimate                     | 6 novembre 2019  | 48 min 56 | oui    | oui              | oui    | oui       | oui          | [ 255 ]    |
| Fire Emblem Heroes Channel | Fire Emblem Heroes                                      | 4 décembre 2019  | 23 min 17 | oui    | oui              | Non    | Non       | Non          | [ 256 ]    |
| Indie World                | Jeux indépendants pour Nintendo Switch                  | 10 décembre 2019 | 20 min 20 | Non    | oui              | oui    | oui       | Non          | ,          |

### En 2020
| Type de présentation                    | Contenu                                                                         | Date              | Durée     | Région | Région           | Région | Région    | Région       | Références |
| Type de présentation                    | Contenu                                                                         | Date              | Durée     | Japon  | Amérique du Nord | Europe | Australie | Corée du Sud | Références |
| --------------------------------------- | ------------------------------------------------------------------------------- | ----------------- | --------- | ------ | ---------------- | ------ | --------- | ------------ | ---------- |
| Pokémon Direct                          | Pokémon Donjon Mystère : Équipe de secours DX DLC pour Pokémon Épée et Bouclier | 9 janvier 2020    | 20 min 40 | oui    | oui              | oui    | oui       | oui          | ,          |
| Super Smash Bros. Direct                | DLC pour Super Smash Bros. Ultimate                                             | 16 janvier 2020   | 38 min 45 | oui    | oui              | oui    | oui       | oui          | ,          |
| Fire Emblem Heroes Channel              | Fire Emblem Heroes                                                              | 1er février 2020  | 23 min 37 | oui    | oui              | Non    | Non       | Non          | [ 263 ]    |
| Nintendo Direct                         | Animal Crossing: New Horizons                                                   | 20 février 2020   | 27 min 46 | oui    | oui              | oui    | oui       | oui          | ,          |
| Indie World                             | Jeux indépendants pour Nintendo Switch                                          | 17 mars 2020      | 18 min 53 | Non    | oui              | oui    | oui       | Non          | ,          |
| Nintendo Direct Mini                    | Jeux pour Nintendo Switch                                                       | 26 mars 2020      | 29 min 12 | oui    | oui              | oui    | oui       | Non          | ,          |
| Fire Emblem Heroes Channel              | Fire Emblem Heroes                                                              | 30 mars 2020      | 8 min 23  | oui    | oui              | Non    | Non       | Non          | [ 270 ]    |
| Fire Emblem Heroes Channel              | Fire Emblem Heroes                                                              | 2 avril 2020      | 13 min 55 | oui    | oui              | Non    | Non       | Non          | [ 271 ]    |
| Fire Emblem Heroes Channel              | Fire Emblem Heroes                                                              | 15 juin 2020      | 10 min 31 | oui    | oui              | Non    | Non       | Non          | [ 272 ]    |
| Pokémon Presents                        | Pokémon Café Mix New Pokémon Snap                                               | 17 juin 2020      | 10 min 50 | oui    | oui              | oui    | oui       | oui          | ,          |
| Super Smash Bros. Direct                | DLC pour Super Smash Bros. Ultimate                                             | 22 juin 2020      | 35 min 30 | oui    | oui              | oui    | oui       | oui          | ,          |
| Pokémon Presents                        | Pokémon Unite                                                                   | 24 juin 2020      | 11 min 04 | oui    | oui              | oui    | oui       | oui          | ,          |
| Nintendo Direct Mini : Partner Showcase | Jeux pour Nintendo Switch des partenaires de Nintendo                           | 20 juillet 2020   | 8 min 13  | oui    | oui              | oui    | oui       | Non          | ,          |
| Fire Emblem Heroes Channel              | Fire Emblem Heroes                                                              | 1er août 2020     | 14 min 06 | oui    | oui              | Non    | Non       | Non          | [ 281 ]    |
| Fire Emblem Heroes Channel              | Fire Emblem Heroes                                                              | 13 août 2020      | 13 min 58 | oui    | oui              | Non    | Non       | Non          | [ 282 ]    |
| Indie World                             | Jeux indépendants pour Nintendo Switch                                          | 18 août 2020      | 23 min 19 | Non    | oui              | oui    | oui       | Non          | ,          |
| Nintendo Direct Mini : Partner Showcase | Jeux pour Nintendo Switch des partenaires de Nintendo                           | 26 août 2020      | 11 min 49 | oui    | oui              | oui    | oui       | Non          | ,          |
| Nintendo Direct                         | 35e anniversaire de la franchise Mario                                          | 3 septembre 2020  | 16 min 01 | oui    | oui              | oui    | oui       | Non          | ,          |
| Nintendo Direct Mini : Partner Showcase | Jeux pour Nintendo Switch des partenaires de Nintendo                           | 17 septembre 2020 | 15 min 36 | oui    | oui              | oui    | oui       | Non          | ,          |
| Nintendo Direct                         | Monster Hunter Rise Monster Hunter Stories 2: Wings of Ruin                     | 17 septembre 2020 | 16 min 23 | oui    | oui              | oui    | oui       | oui          | ,          |
| Super Smash Bros. Direct                | DLC pour Super Smash Bros. Ultimate                                             | 1er octobre 2020  | 6 min 36  | oui    | oui              | oui    | oui       | oui          | ,          |
| Super Smash Bros. Direct                | DLC pour Super Smash Bros. Ultimate                                             | 3 octobre 2020    | 45 min 47 | oui    | oui              | oui    | oui       | oui          | ,          |
| Nintendo Direct Mini : Partner Showcase | Jeux pour Nintendo Switch des partenaires de Nintendo                           | 28 octobre 2020   | 19 min 01 | oui    | oui              | oui    | oui       | Non          | ,          |
| Fire Emblem Heroes Channel              | Fire Emblem Heroes                                                              | 3 novembre 2020   | 13 min 44 | oui    | oui              | Non    | Non       | Non          | [ 299 ]    |
| Fire Emblem Heroes Channel              | Fire Emblem Heroes                                                              | 7 décembre 2020   | 17 min 12 | oui    | oui              | Non    | Non       | Non          | [ 300 ]    |
| Indie World                             | Jeux indépendants pour Nintendo Switch                                          | 15 décembre 2020  | 17 min 07 | oui    | oui              | oui    | oui       | Non          | ,          |
| Super Smash Bros. Direct                | DLC pour Super Smash Bros. Ultimate                                             | 17 décembre 2020  | 37 min 27 | oui    | oui              | oui    | oui       | oui          | ,          |
| Nintendo Direct                         | Présentation de Super Nintendo World                                            | 19 décembre 2020  | 15 min 32 | oui    | oui              | oui    | oui       | oui          | ,          |

### En 2021
| Type de présentation       | Contenu                                                                    | Date              | Durée     | Région | Région           | Région | Région    | Région       | Références |
| Type de présentation       | Contenu                                                                    | Date              | Durée     | Japon  | Amérique du Nord | Europe | Australie | Corée du Sud | Références |
| -------------------------- | -------------------------------------------------------------------------- | ----------------- | --------- | ------ | ---------------- | ------ | --------- | ------------ | ---------- |
| Fire Emblem Heroes Channel | Fire Emblem Heroes                                                         | 1er février 2021  | 19 min 51 | oui    | oui              | Non    | Non       | Non          | [ 307 ]    |
| Nintendo Direct            | Jeux pour Nintendo Switch                                                  | 17 février 2021   | 50 min 45 | oui    | oui              | oui    | oui       | Non          | ,          |
| Pokémon Presents           | 25e anniversaire de la franchise Pokémon                                   | 26 février 2021   | 20 min 25 | oui    | oui              | oui    | oui       | oui          | ,          |
| Super Smash Bros. Direct   | DLC pour Super Smash Bros. Ultimate                                        | 4 mars 2021       | 36 min 43 | oui    | oui              | oui    | oui       | oui          | ,          |
| Indie World                | Jeux indépendants pour Nintendo Switch                                     | 14 avril 2021     | 21 min 30 | Non    | oui              | oui    | oui       | Non          | ,          |
| Fire Emblem Heroes Channel | Fire Emblem Heroes                                                         | 25 avril 2021     | 11 min 56 | oui    | oui              | Non    | Non       | Non          | [ 316 ]    |
| Nintendo Direct: E3 2021   | Jeux pour Nintendo Switch                                                  | 15 juin 2021      | 38 min 50 | oui    | oui              | oui    | oui       | oui          | ,          |
| Super Smash Bros. Direct   | DLC pour Super Smash Bros. Ultimate                                        | 28 juin 2021      | 40 min 53 | oui    | oui              | oui    | oui       | oui          | ,          |
| Fire Emblem Heroes Channel | Fire Emblem Heroes                                                         | 1er août 2021     | 15 min 54 | oui    | oui              | Non    | Non       | Non          | [ 321 ]    |
| Indie World                | Jeux indépendants pour Nintendo Switch                                     | 11 août 2021      | 22 min 19 | Non    | oui              | oui    | oui       | Non          | ,          |
| Pokémon Presents           | Pokémon Diamant Étincelant et Perle Scintillante Légendes Pokémon : Arceus | 18 août 2021      | 27 min 27 | oui    | oui              | oui    | oui       | oui          | ,          |
| Nintendo Direct            | Jeux pour Nintendo Switch                                                  | 24 septembre 2021 | 40 min 35 | oui    | oui              | oui    | oui       | Non          | ,          |
| Super Smash Bros. Direct   | DLC pour Super Smash Bros. Ultimate                                        | 5 octobre 2021    | 42 min 19 | oui    | oui              | oui    | oui       | oui          | ,          |
| Nintendo Direct            | Animal Crossing: New Horizons                                              | 15 octobre 2021   | 23 min 08 | oui    | oui              | oui    | oui       | oui          | ,          |
| Fire Emblem Heroes Channel | Fire Emblem Heroes                                                         | 5 décembre 2021   | 21 min 24 | oui    | oui              | Non    | Non       | Non          | [ 332 ]    |
| Indie World                | Jeux indépendants pour Nintendo Switch                                     | 15 décembre 2021  | 24 min 04 | Non    | oui              | oui    | oui       | Non          | ,          |

### En 2022
| Type de présentation                    | Contenu                                               | Date              | Durée     | Région | Région           | Région | Région    | Région       | Références |
| Type de présentation                    | Contenu                                               | Date              | Durée     | Japon  | Amérique du Nord | Europe | Australie | Corée du Sud | Références |
| --------------------------------------- | ----------------------------------------------------- | ----------------- | --------- | ------ | ---------------- | ------ | --------- | ------------ | ---------- |
| Fire Emblem Heroes Channel              | Fire Emblem Heroes                                    | 1er février 2022  | 21 min 47 | oui    | oui              | Non    | Non       | Non          | [ 335 ]    |
| Nintendo Direct                         | Jeux pour Nintendo Switch                             | 9 février 2022    | 40 min 48 | oui    | oui              | oui    | oui       | Non          | ,          |
| Pokémon Presents                        | 26e anniversaire de la franchise Pokémon              | 27 février 2022   | 13 min 58 | oui    | oui              | oui    | oui       | oui          | [ 338 ]    |
| Indie World                             | Jeux indépendants pour Nintendo Switch                | 11 mai 2022       | 24 min 51 | Non    | oui              | oui    | oui       | Non          | ,          |
| Fire Emblem Heroes Channel              | Fire Emblem Heroes                                    | 5 juin 2022       | 13 min 39 | oui    | oui              | Non    | Non       | Non          | [ 341 ]    |
| Nintendo Direct                         | Xenoblade Chronicles 3                                | 22 juin 2022      | 24 min 36 | oui    | oui              | oui    | oui       | oui          | ,          |
| Nintendo Direct Mini : Partner Showcase | Jeux pour Nintendo Switch des partenaires de Nintendo | 28 juin 2022      | 26 min 01 | oui    | oui              | oui    | oui       | Non          | ,          |
| Fire Emblem Heroes Channel              | Fire Emblem Heroes                                    | 1er août 2022     | 15 min 35 | oui    | oui              | Non    | Non       | Non          | [ 346 ]    |
| Pokémon Presents                        | Pokémon Écarlate et Violet                            | 3 août 2022       | 19 min 10 | oui    | oui              | oui    | oui       | oui          | ,          |
| Nintendo Direct                         | Splatoon 3                                            | 10 août 2022      | 31 min 23 | oui    | oui              | oui    | oui       | oui          | ,          |
| Nintendo Direct                         | Jeux pour Nintendo Switch                             | 13 septembre 2022 | 45 min 22 | oui    | oui              | oui    | oui       | Non          | ,          |
| Fire Emblem Heroes Channel              | Fire Emblem Heroes                                    | 14 septembre 2022 | 13 min 46 | oui    | oui              | Non    | Non       | Non          | [ 353 ]    |
| Nintendo Direct                         | Super Mario Bros. - Le Film                           | 6 octobre 2022    | 8 min 01  | oui    | oui              | oui    | oui       | oui          | ,          |
| Indie World                             | Jeux indépendants pour Nintendo Switch                | 9 novembre 2022   | 25 min 40 | Non    | oui              | oui    | oui       | Non          | ,          |
| Nintendo Direct                         | Super Mario Bros. - Le Film                           | 29 novembre 2022  | 7 min 44  | oui    | oui              | oui    | oui       | oui          | ,          |
| Fire Emblem Heroes Channel              | Fire Emblem Heroes                                    | 4 décembre 2022   | 14 min 58 | oui    | oui              | Non    | Non       | Non          | [ 360 ]    |

### En 2023
| Type de présentation       | Contenu                                  | Date              | Durée     | Région | Région           | Région | Région    | Région       | Références |
| Type de présentation       | Contenu                                  | Date              | Durée     | Japon  | Amérique du Nord | Europe | Australie | Corée du Sud | Références |
| -------------------------- | ---------------------------------------- | ----------------- | --------- | ------ | ---------------- | ------ | --------- | ------------ | ---------- |
| Fire Emblem Heroes Channel | Fire Emblem Heroes                       | 1er février 2023  | 19 min 37 | oui    | oui              | Non    | Non       | Non          | [ 361 ]    |
| Nintendo Direct            | Jeux pour Nintendo Switch                | 8 février 2023    | 44 min 21 | oui    | oui              | oui    | oui       | Non          | ,          |
| Pokémon Presents           | 27e anniversaire de la franchise Pokémon | 27 février 2023   | 25 min 46 | oui    | oui              | oui    | oui       | Non          | [ 364 ]    |
| Nintendo Direct            | Super Mario Bros. - Le Film              | 9 mars 2023       | 6 min 53  | oui    | oui              | oui    | oui       | oui          | [ 365 ]    |
| Indie World                | Jeux indépendants pour Nintendo Switch   | 19 avril 2023     | 21 min 45 | Non    | oui              | oui    | oui       | Non          | [ 366 ]    |
| Fire Emblem Heroes Channel | Fire Emblem Heroes                       | 20 avril 2023     | 17 min 39 | oui    | oui              | Non    | Non       | Non          | [ 367 ]    |
| Nintendo Direct            | Jeux pour Nintendo Switch                | 21 juin 2023      | 43 min 24 | oui    | oui              | oui    | oui       | Non          | [ 368 ]    |
| Fire Emblem Heroes Channel | Fire Emblem Heroes                       | 1er août 2023     | 12 min 11 | oui    | oui              | Non    | Non       | Non          | [ 369 ]    |
| Pokémon Presents           | Pokémon Écarlate et Violet               | 8 août 2023       | 34 min 45 | oui    | oui              | oui    | oui       | Non          | [ 370 ]    |
| Nintendo Direct            | Super Mario Bros. Wonder                 | 31 août 2023      | 17 min 41 | oui    | oui              | oui    | oui       | Non          | [ 371 ]    |
| Nintendo Direct            | Jeux pour Nintendo Switch                | 14 septembre 2023 | 44 min 35 | oui    | oui              | oui    | oui       | Non          | [ 372 ]    |
| Indie World                | Jeux indépendants pour Nintendo Switch   | 14 novembre 2023  | 26 min 35 | Non    | oui              | oui    | oui       | Non          | [ 373 ]    |
| Fire Emblem Heroes Channel | Fire Emblem Heroes                       | 4 décembre 2023   | 14 min 36 | oui    | oui              | Non    | Non       | Non          | [ 374 ]    |

### En 2024
| Type de présentation                            | Contenu                                                                   | Date            | Durée     | Région | Région           | Région | Région    | Région       | Références |
| Type de présentation                            | Contenu                                                                   | Date            | Durée     | Japon  | Amérique du Nord | Europe | Australie | Corée du Sud | Références |
| ----------------------------------------------- | ------------------------------------------------------------------------- | --------------- | --------- | ------ | ---------------- | ------ | --------- | ------------ | ---------- |
| Fire Emblem Heroes Channel                      | Fire Emblem Heroes                                                        | 28 janvier 2024 | 16 min 17 | oui    | oui              | Non    | Non       | Non          | [ 375 ]    |
| Nintendo Direct: Partner Showcase               | Jeux pour Nintendo Switch des partenaires de Nintendo                     | 21 février 2024 | 23 min 28 | oui    | oui              | oui    | oui       | Non          | [ 376 ]    |
| Pokémon Presents                                | 28e anniversaire de la franchise Pokémon                                  | 27 février 2024 | 12 min 47 | oui    | oui              | oui    | oui       | Non          | [ 377 ]    |
| Indie World                                     | Jeux indépendants pour Nintendo Switch                                    | 17 avril 2024   | 22 min 24 | Non    | oui              | oui    | oui       | Non          | [ 378 ]    |
| Fire Emblem Heroes Channel                      | Fire Emblem Heroes                                                        | 21 avril 2024   | 8 min 42  | oui    | oui              | Non    | Non       | Non          | [ 379 ]    |
| Fire Emblem Heroes Channel                      | Fire Emblem Heroes                                                        | 5 juin 2024     | 15 min 05 | oui    | oui              | Non    | Non       | Non          | [ 380 ]    |
| Nintendo Direct                                 | Jeux pour Nintendo Switch                                                 | 18 juin 2024    | 43 min 26 | oui    | oui              | oui    | oui       | Non          | [ 381 ]    |
| Fire Emblem Heroes Channel                      | Fire Emblem Heroes                                                        | 1er août 2024   | 13 min 59 | oui    | oui              | Non    | Non       | Non          | [ 382 ]    |
| Indie World & Nintendo Direct: Partner Showcase | Jeux indépendants et jeux des partnaires de Nintendo pour Nintendo Switch | 27 août 2024    | 42 min 33 | oui    | oui              | oui    | oui       | Non          | [ 383 ]    |
| Fire Emblem Heroes Channel                      | Fire Emblem Heroes                                                        | 5 décembre 2024 | 14 min 08 | oui    | oui              | Non    | Non       | Non          | [ 384 ]    |

### En 2025
| Type de présentation              | Contenu                                                                    | Date             | Durée         | Région | Région           | Région | Région    | Région       | Références |
| Type de présentation              | Contenu                                                                    | Date             | Durée         | Japon  | Amérique du Nord | Europe | Australie | Corée du Sud | Références |
| --------------------------------- | -------------------------------------------------------------------------- | ---------------- | ------------- | ------ | ---------------- | ------ | --------- | ------------ | ---------- |
| Fire Emblem Heroes Channel        | Fire Emblem Heroes                                                         | 1er février 2025 | 16 min 32     | oui    | oui              | Non    | Non       | Non          | [ 385 ]    |
| Pokémon Presents                  | 29e anniversaire de la franchise Pokémon                                   | 27 février 2025  | 19 min 16     | oui    | oui              | oui    | oui       | Non          | [ 386 ]    |
| Nintendo Direct                   | Jeux pour Nintendo Switch                                                  | 27 mars 2025     | 36 min 46     | oui    | oui              | oui    | oui       | Non          | [ 387 ]    |
| Nintendo Direct                   | Présentation de la Nintendo Switch 2                                       | 2 avril 2025     | 1 h 02 min 23 | oui    | oui              | oui    | oui       | Non          | [ 388 ]    |
| Fire Emblem Heroes Channel        | Fire Emblem Heroes                                                         | 14 avril 2025    | 13 min 36     | oui    | oui              | Non    | Non       | Non          | [ 389 ]    |
| Nintendo Direct                   | Mario Kart World                                                           | 17 avril 2025    | 16 min 51     | oui    | oui              | oui    | oui       | Non          | [ 390 ]    |
| Nintendo Direct                   | Donkey Kong Bananza                                                        | 18 juin 2025     | 17 min 43     | oui    | oui              | oui    | oui       | Non          | [ 391 ]    |
| Pokémon Presents                  | Franchise Pokémon                                                          | 22 juillet 2025  | 24 min 11     | oui    | oui              | oui    | oui       | Non          | [ 392 ]    |
| Nintendo Direct: Partner Showcase | Jeux pour Nintendo Switch et Nintendo Switch 2 des partenaires de Nintendo | 31 juillet 2025  | 27 min 35     | oui    | oui              | oui    | oui       | Non          | [ 393 ]    |
| Fire Emblem Heroes Channel        | Fire Emblem Heroes                                                         | 1er août 2025    | 10 min 31     | oui    | oui              | Non    | Non       | Non          | [ 394 ]    |
| Indie World                       | Jeux indépendants pour Nintendo Switch et Nintendo Switch 2                | 7 août 2025      | 15 min 21     | Non    | oui              | oui    | oui       | Non          | [ 395 ]    |
| Nintendo Direct                   | Kirby Air Riders                                                           | 19 août 2025     | 47 min 29     | oui    | oui              | oui    | oui       | Non          | [ 396 ]    |

## Liste des différents types de présentation

### Présentations toujours diffusées
| Type de présentation                    | Logo                                   | Durée           | Descriptif |
| --------------------------------------- | -------------------------------------- | --------------- | --- |
| Nintendo Direct                         | Nintendo Direct Presentation logo      | 20 à 55 minutes | Il s'agit du principal type de présentation Nintendo Direct. Des informations sur les jeux et les caractéristiques de toutes les plates-formes Nintendo y sont présentées.                                     |
| Nintendo Direct Mini                    | Nintendo Direct Mini presentation logo | 5 à 30 minutes  | Il s'agit d'une version courte du Nintendo Direct général, sans présentateur. Il contient également des informations sur les jeux et les caractéristiques de toutes les plates-formes Nintendo.                |
| Nintendo Direct Mini : Partner Showcase | Nintendo Direct Mini presentation logo | 5 à 20 minutes  | Il s'agit d'une version spécifique du Nintendo Direct Mini consacrée exclusivement aux annonces de jeux développés et édités par les partenaires de Nintendo.                                                  |
| Nintendo Direct Spécial                 |                                        | 5 à 50 minutes  | Il s'agit d'une présentation qui traite de jeux spécifiques, qu'ils soient de Nintendo ou de développeurs tiers, et présentée généralement par le producteur du jeu.                                           |
| Indie World                             |                                        | 10 à 25 minutes | Il s'agit d'une présentation spécifique pour les jeux indépendants à venir sur Nintendo Switch. Elle était au départ uniquement diffusée au Japon, avant d'arriver également en Amérique du Nord et en Europe. |

### Présentations abandonnées
| Type de présentation  | Logo                                    | Durée           | Descriptif |
| --------------------- | --------------------------------------- | --------------- | --- |
| Wii U Direct          | Indie World presentation logo           | 30 à 50 minutes | Il s'agissait d'un Nintendo Direct concernant uniquement les jeux et caractéristiques de la Wii U. Sa diffusion a été arrêtée après la fin de la production de la console. |
| Nintendo Direct Micro | Nintendo Direct Micro presentation logo | 15 à 20 minutes | Il s'agissait d'une présentation unique couvrant les informations sur les jeux et les caractéristiques de toutes les plates-formes Nintendo.                               |
| Nintendo 3DS Direct   | Indie World presentation logo           | 30 à 50 minutes | Il s'agissait d'un Nintendo Direct concernant uniquement les jeux et caractéristiques de la famille des consoles Nintendo 3DS.                                             |
| Nindies Showcase      |                                         | 10 à 25 minutes | Il s'agissait d'une présentation spécifique pour les jeux indépendants à venir sur Nintendo Switch. Elle était diffusée uniquement en Amérique du Nord et en Europe.       |
| Indie Highlights      |                                         | 10 à 25 minutes | Il s'agissait d'une présentation spécifique pour les jeux indépendants à venir sur Nintendo Switch. Elle était diffusée uniquement en Europe.                              |
| Nintendo Direct : E3  |                                         | 40 à 45 minutes | Il s'agissait d'une présentation sur les jeux à venir diffusée lors de l'E3. Elle permet de présenter les jeux qui sortiront entre l'E3 et la fin de l'année.              |

### Nintendo Directs spécifiques à l'E3
Depuis juin 2013, au lieu de divulguer des informations lors de grandes conférences de presse telles que l'E3, Nintendo a choisi d'utiliser les Nintendo Directs comme alternative. Satoru Iwata, PDG de Nintendo, a alors déclaré lors de la réunion annuelle sur les résultats financiers de mars 2013 que la décision de la société était déterminée par le fait que « différentes personnes exigent différents types d'informations » et que la plate-forme Nintendo Direct s'était imposée immédiatement car Nintendo « pourrait transmettre [leurs] messages de manière plus appropriée et efficace... en fonction des divers besoins de différents groupes de personnes ».
Christopher Dring de GamesIndustry.biz a observé que la dernière conférence de presse organisée par Nintendo à l'E3 2012 comportait trop de mélange entre les nouvelles fonctionnalités de la Wii U et les annonces de jeux. Ainsi, comparée aux autres conférences de presse organisées cette année-là, la présentation de Nintendo ne laissait guère de place aux fans de la société. En optant pour les Nintendo Directs, le journaliste a estimé que la société était en mesure de mieux se connecter aux fans, de rendre les visages des dirigeants de Nintendo plus visibles et d’avoir des présentations en dehors des trois jours de l'E3, permettant alors de fournir des mises à jour plus fréquentes pour les jeux et les logiciels.
Lors de la diffusion de la présentation pré-enregistrée pour l'E3 2013, le site internet de Nintendo a rencontré des difficultés techniques sous la forme de serveurs surchargés, rendant la vidéo en direct non visionnable pour de nombreuses personnes et suscitant alors des excuses officielles de M. Iwata. En dépit de ces difficultés, Reggie Fils-Aimé, président de Nintendo of America, a noté que la diffusion suivant la diffusion initiale permettait toujours de populariser la promotion des produits.
L'année suivante, en plus du Nintendo Direct, la société a diffusé le Nintendo Treehouse: Live @ E3 lors de l'événement. Nommés d'après le département de développement des produits de Nintendo of America, ces diffusions quotidiennes présentent le personnel s'occupant de la localisation pour la branche américaine de Nintendo ainsi que les développeurs de jeux qui font la démonstration et fournissent une couverture en profondeur des titres annoncés lors du Direct. Cette même année a été marquée par le souhait de Nintendo d'organiser un tournoi de jeu durant la semaine, au cours duquel les participants s'affrontent dans des titres qui n'avaient pas encore été publiés.

#### Événements organisés dans le cadre de l'E3
| Année | Événement                                              | Date            | Descriptif | Ref.    |
| ----- | ------------------------------------------------------ | --------------- | --- | ------- |
| 2014  | Nintendo Treehouse: Live \| E3 2014                    | 10-12 juin 2014 | Présentation du gameplay des jeux vidéo montrés lors de l'E3 2014, en compagnie des développeurs et des membres du Nintendo Treehouse. | [ 402 ] |
| 2014  | Super Smash Bros. Invitational 2014                    | 11 juin 2014    | Seize joueurs professionnels de Super Smash Bros. sont invités à jouer au futur jeu Super Smash Bros. for Wii U devant sortir quelques mois plus tard sur Wii U. | [ 402 ] |
| 2015  | Nintendo World Championships 2015                      | 14 juin 2015    | Seize joueurs, dont huit ont été choisis parmi des compétitions qualificatives organisées à travers les États-Unis et invités par Nintendo, s'affrontent dans différents jeux Nintendo, le dernier étant Super Mario Maker.                                                                                    | [ 403 ] |
| 2015  | Nintendo Treehouse: Live \| E3 2015                    | 16-18 juin 2015 | Présentation du gameplay des jeux vidéo montrés lors de l'E3 2015, en compagnie des développeurs et des membres du Nintendo Treehouse. | [ 403 ] |
| 2016  | Nintendo Treehouse: Live \| E3 2016                    | 14-16 juin 2016 | Présentation du gameplay des jeux vidéo montrés lors de l'E3 2016, en compagnie des développeurs et des membres du Nintendo Treehouse. | [ 404 ] |
| 2017  | Nintendo Treehouse: Live \| E3 2017                    | 13-15 juin 2017 | Présentation du gameplay des jeux vidéo montrés lors de l'E3 2017, en compagnie des développeurs et des membres du Nintendo Treehouse. | [ 405 ] |
| 2017  | Splatoon 2 World Inkling Invitational 2017             | 13 juin 2017    | Des équipes professionnelles de Splatoon représentant les États-Unis, le Japon, l'Europe, l'Australie et la Nouvelle-Zélande s’affrontent dans un tournoi à la chaîne, dans les modes de jeu "Guerre de territoire" et "Match pro", sur le jeu Splatoon 2 devant sortir un mois plus tard sur Nintendo Switch. | [ 405 ] |
| 2017  | Pokkén Tournament DX Invitational 2017                 | 14 juin 2017    | Quatre équipes de deux personnalités de YouTube et Twitch s'affrontent au futur jeu Pokkén Tournament DX devant sortir quelques mois plus tard sur Nintendo Switch, chacun utilisant l'un des nouveaux personnages ajoutés au jeu.                                                                             | [ 405 ] |
| 2017  | Arms Open Invitational 2017                            | 14 juin 2017    | Quatre joueurs professionnels d'Arms affrontent quatre participants à l'E3 2017 dans un format à élimination directe parmi les nombreux modes de ce jeu devant sortir quelques jours plus tard sur Nintendo Switch.                                                                                            | [ 405 ] |
| 2018  | Splatoon 2 World Championship 2018                     | 11-12 juin 2018 | Des équipes représentant les États-Unis, le Canada, l'Australie, la Nouvelle-Zélande, l'Europe et le Japon s'affrontent dans une série de matchs officiels pour être désignés champions du monde du jeu Splatoon 2.                                                                                            | [ 406 ] |
| 2018  | Super Smash Bros. Invitational 2018                    | 12 juin 2018    | Des joueurs professionnels de Super Smash Bros. ainsi que certains participants à l'E3 2018 sont invités à jouer au futur jeu Super Smash Bros. Ultimate devant sortir quelques mois plus tard sur Nintendo Switch.                                                                                            | [ 406 ] |
| 2018  | Nintendo Treehouse: Live \| E3 2018                    | 12-14 juin 2018 | Présentation du gameplay des jeux vidéo montrés lors de l'E3 2018, en compagnie des développeurs et des membres du Nintendo Treehouse. | [ 406 ] |
| 2019  | Super Mario Maker 2 Invitational 2019                  | 8 juin 2019     | Des joueurs sont invités à s'affronter sur des stages imprévisibles créés par les membres du Nintendo Treehouse sur le futur jeu Super Mario Maker 2 devant sortir quelques semaines plus tard sur Nintendo Switch.                                                                                            | [ 407 ] |
| 2019  | Splatoon 2 World Championship 2019                     | 8 juin 2019     | Des équipes représentant les États-Unis, le Canada, l'Australie, la Nouvelle-Zélande, la France (pour l'Europe) et le Japon s'affrontent dans une série de matchs officiels pour être désignés champions du monde du jeu Splatoon 2.                                                                           | [ 407 ] |
| 2019  | Super Smash Bros. Ultimate World Championship 3v3 2019 | 8 juin 2019     | Des équipes représentant les États-Unis, le Canada, l'Australie, la Nouvelle-Zélande, l'Allemagne (pour l'Europe) et le Japon s'affrontent dans une série de matchs officiels à trois joueurs contre trois pour être désignés champions du monde du jeu Super Smash Bros. Ultimate.                            | [ 407 ] |
| 2019  | Nintendo Treehouse: Live \| E3 2019                    | 11-13 juin 2019 | Présentation du gameplay des jeux vidéo montrés lors de l'E3 2019, en compagnie des développeurs et des membres du Nintendo Treehouse. | [ 407 ] |
| 2021  | Nintendo Treehouse: Live \| E3 2021                    | 15 juin 2021    | Présentation du gameplay des jeux vidéo montrés lors de l'E3 2021, en compagnie des développeurs et des membres du Nintendo Treehouse. | [ 408 ] |